# The Flora of the Malay Peninsula
The Flora of the Malay Peninsula (abreviado Fl. Malay. Penin.) es un libro ilustrado y con descripciones botánicas que fue escrito por Henry Nicholas Ridley y publicado en 5 volúmenes en los años 1922- a 1925.